# Ceuthophilus gracilipes
Ceuthophilus gracilipes is een rechtvleugelig insect uit de familie grottensprinkhanen (Rhaphidophoridae). De wetenschappelijke naam van deze soort is voor het eerst geldig gepubliceerd in 1850 door Haldeman.